# Lišaj svlačcový
Lišaj svlačcový (Agrius convolvuli) je noční motýl z čeledi lišajovitých. Lze se s ním setkat i v České republice, kde je druhým největším lišajem po smrtihlavovi. Lišaj svlačcový je vynikající letec, schopný překonávat i mezikontinentální vzdálenosti.

## Rozšíření
Stejně jako lišaj smrtihlav, i lišaj svlačcový je migrujícím druhem motýla. Celoročně se vyskytuje v tropickém a subtropickém pásmu jižní Evropy, Afriky, přední Asie a indoaustralské oblasti.
V ČR se vyskytují migrující jedinci, kteří se zde i rozmnožují. Intenzita výskytu je částečně vázaná na vhodné (dostatečně teplé) počasí na migrační trase, zejména pak v jižní Evropě.

## Popis

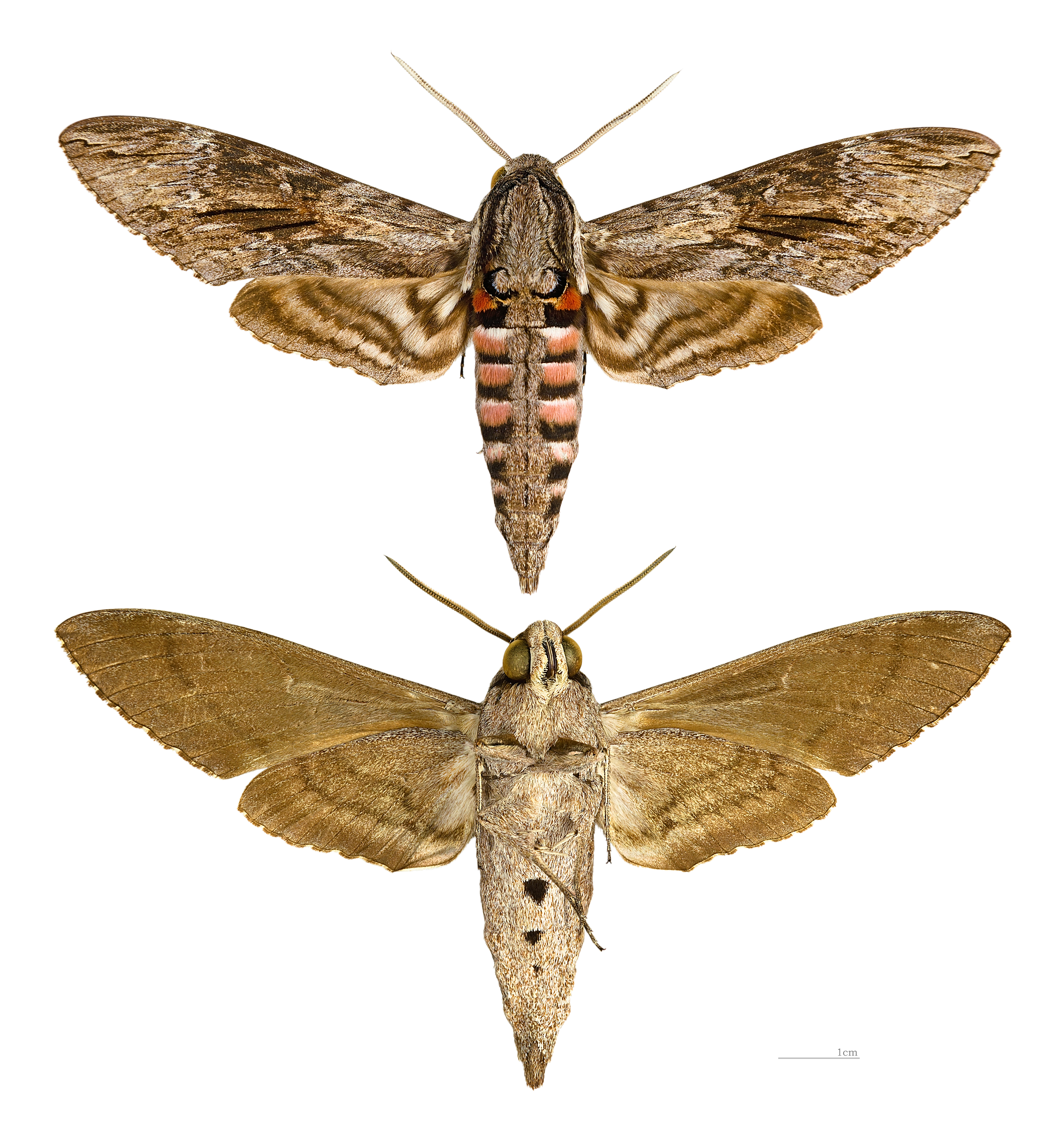
Sbírkový exemplář
(svrchní a spodní pohled)

Přestože jde o velkého motýla (délka předního křídla je 42–57 mm), může snadno uniknout pozornosti díky nenápadnému zbarvení. Přední křídla jsou šedá s rozmanitým zubatým vlnkováním a čárkováním černohnědé barvy, zadní křídla jsou hnědá s modrošedým nádechem a čtyřmi příčnými tmavými pruhy. Na šedé hlavě vynikají velké tmavé oči, tykadla jsou světlá, hruď je šedá s tmavou liniovou kresbou. Výrazněji zbarvený je pouze zadeček, jehož středem probíhá šedý pruh, po stranách jsou články střídavě černo-růžové. Samečci bývají menší a obecně pestřeji vybarvení. Zajímavým znakem lišaje svlačcového je sosák, který je i 9–10 cm dlouhý a umožňuje mu sát z trubkovitých květů.

Z našich lišajů je lišaji svlačcovému nejpodobnější lišaj šeříkový, který je ale celkově pestřejší (liší se tmavšími plochami na předních křídlech a hrudi) a obecně dorůstá menší velikosti.
Vajíčka jsou malá, zelená.
Housenky existují ve dvou barevných formách – častější jsou hnědé, vzácnější zelené. V rámci forem je zbarvení variabilní, vždy však jsou patrné šikmé světlé boční pruhy ve střední části těla a tmavohnědý podélný pruh na hřbetě. Tak jako jiní lišajové, i housenky lišaje svlačcového mají na posledním článku růžek, v tomto případě mírně zahnutý, žlutý až oranžový s černou špičkou. Před kuklením mohou být housenky až 12 cm dlouhé.
Kukla je žlutohnědá, cca 6 cm dlouhá. Jejím typickým znakem je obloukovitě odstávající pochva sosáku.

## Bionomie
První generace motýlů přilétá do střední Evropy v květnu a červnu, vyhledává teplá stanoviště a množí se. Druhá generace se vyskytuje v srpnu a září a bývá hojnější než první, protože dochází k posilování domácí populace o další motýly, přilétající z jižních krajin. Motýli přes den odpočívají na plotech, kůlech a sloupech, přičemž se maskují svým nenápadným zbarvením. Aktivní jsou navečer a v první polovině noci, kdy vyhledávají trubkovitě kvetoucí rostliny (petúnie, tabák, nocenka) a sají nektar v letu svým extrémně dlouhým sosákem, přičemž dochází také k opylování. V noci naletují také na umělé zdroje světla, kde často hynou. Za letu vydávají slyšitelný bručivý zvuk, působený rychlým vířením křídel.
Housenky žijí od června do srpna a vyskytují se jednotlivě. Po vylíhnutí zpravidla nejprve zkonzumují vaječný obal, než přejdou na rostlinnou stravu. Hostitelskou rostlinou je nejčastěji svlačec rolní, případně také opletník plotní, s housenkami je tedy možné se setkat téměř kdekoli v zemědělské a zahradní krajině. Přes den se skrývají na zemi či mělce zahrabané v blízkosti živných rostlin, aktivní jsou zejména večer a v noci. Během života se housenky čtyřikrát svlékají. Před kuklením se zahrabávají hluboko do půdy, kde si vytvářejí podzemní dutinu, ve které se kuklí.
Kukla má potenciál přezimovat, vyžaduje k tomu však mírnou zimu – přežívá pouze krátkodobé poklesy teploty pod nulu.

## Galerie

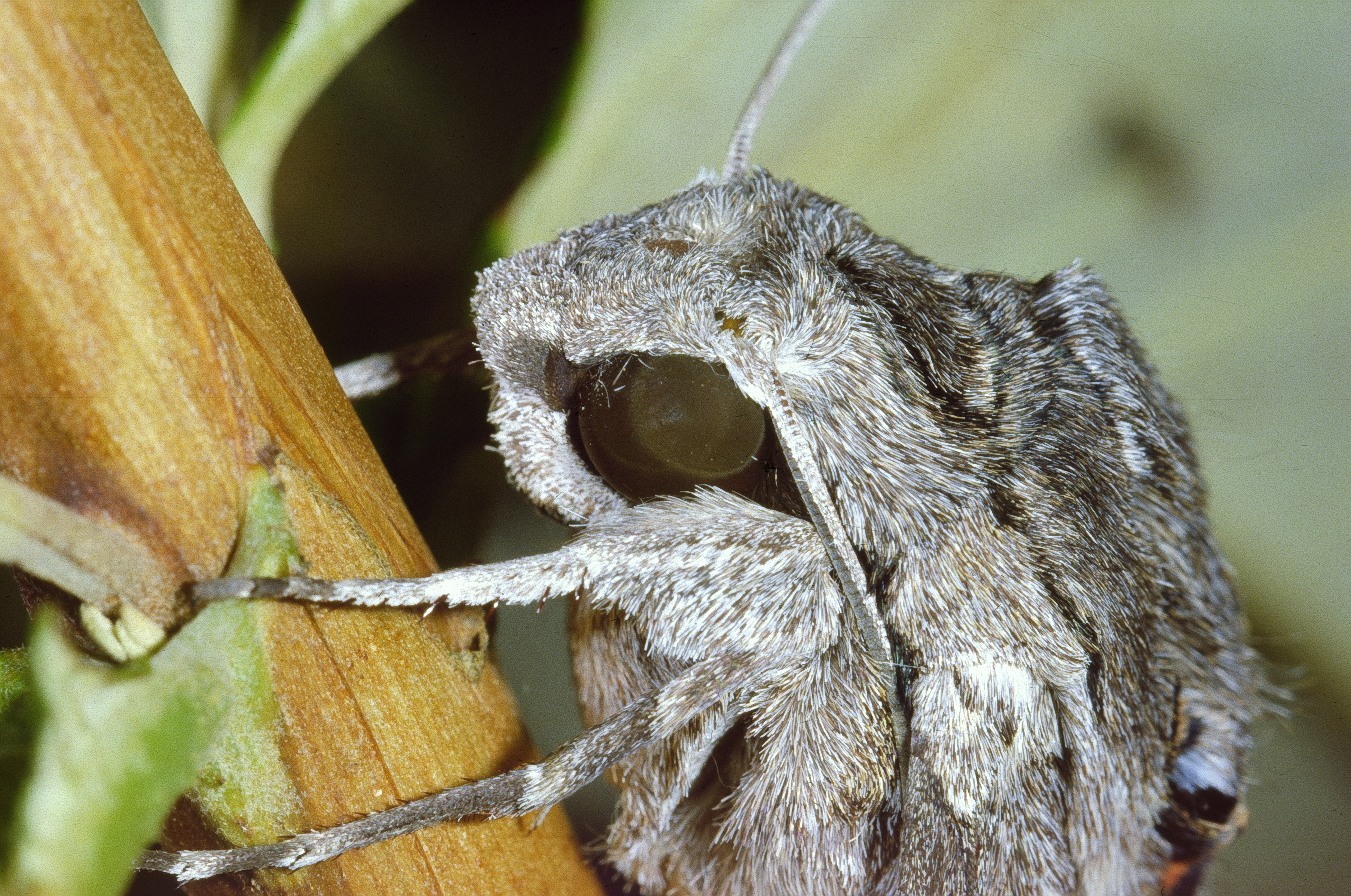
Detail hlavy a oka
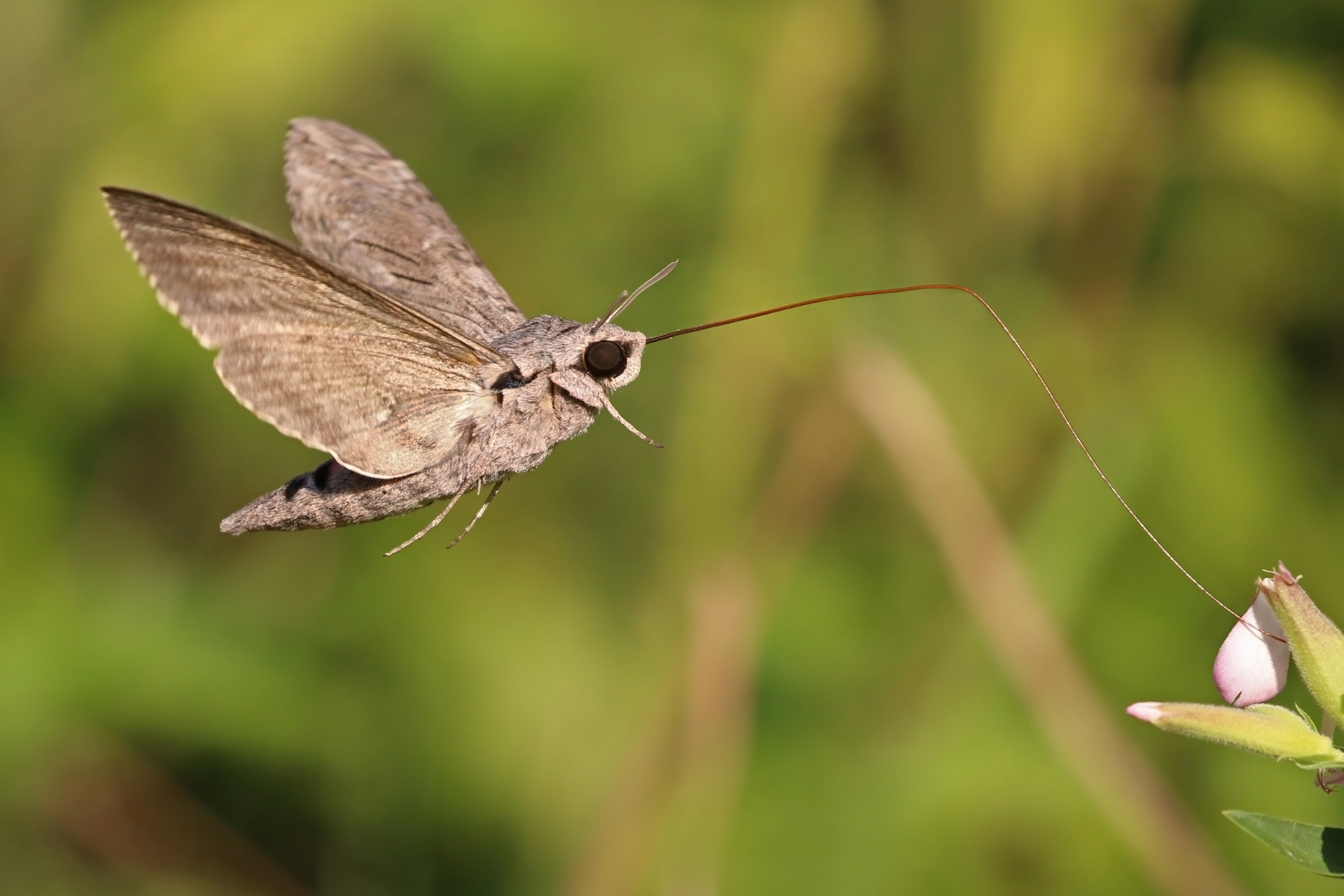
Lišaj svlačcový sající za letu nektar z květu
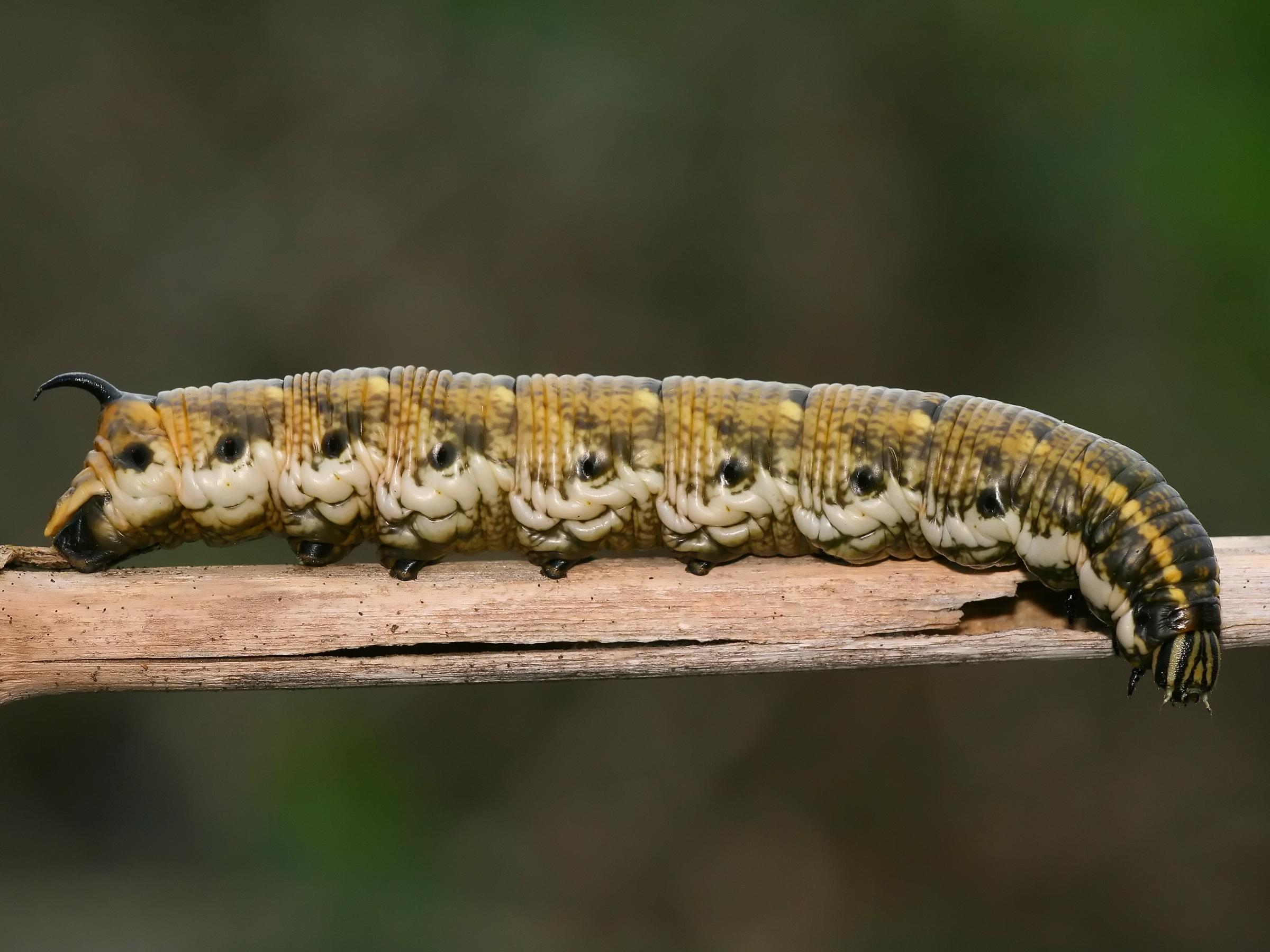
Housenka – hnědá forma
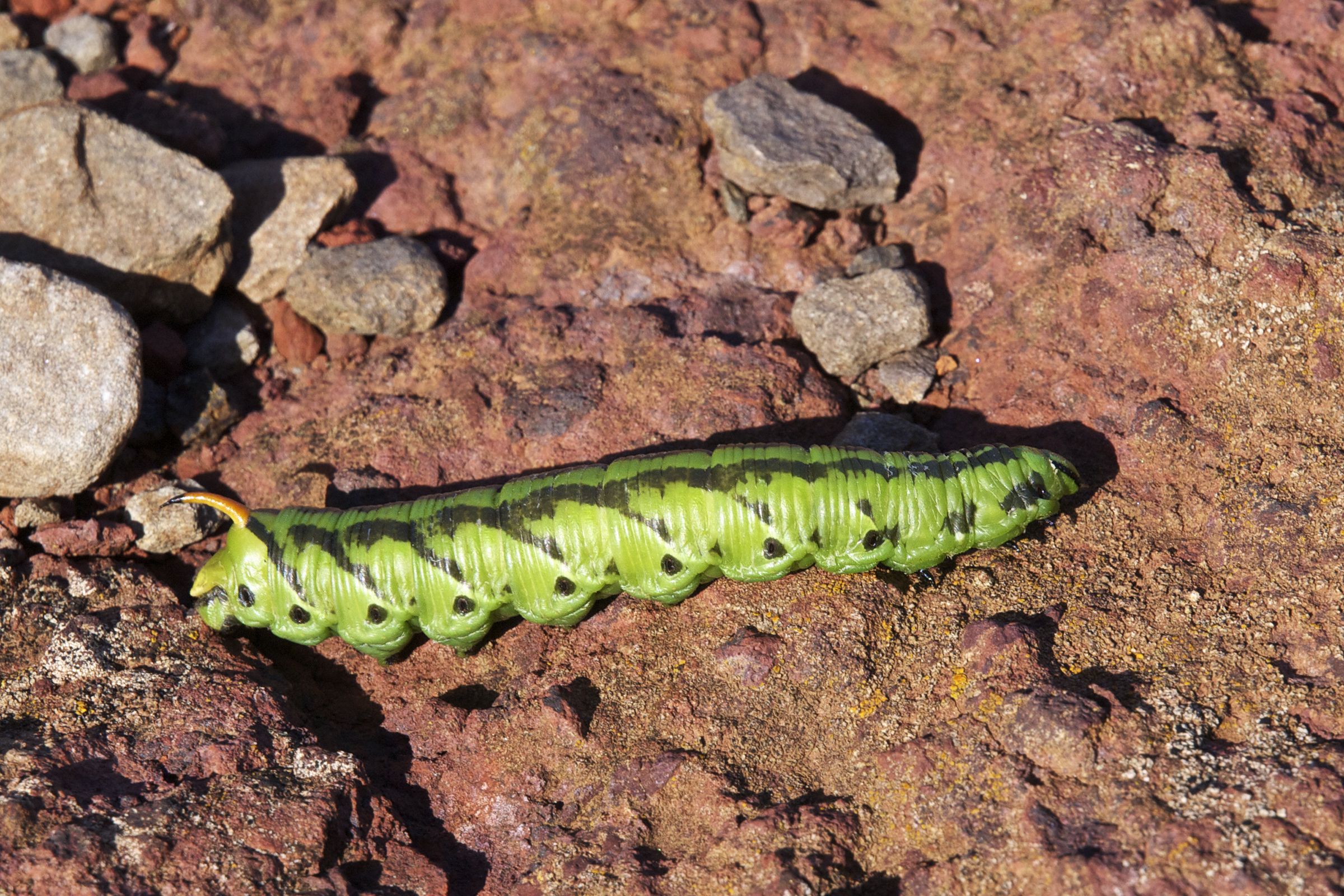
Housenka – zelená forma
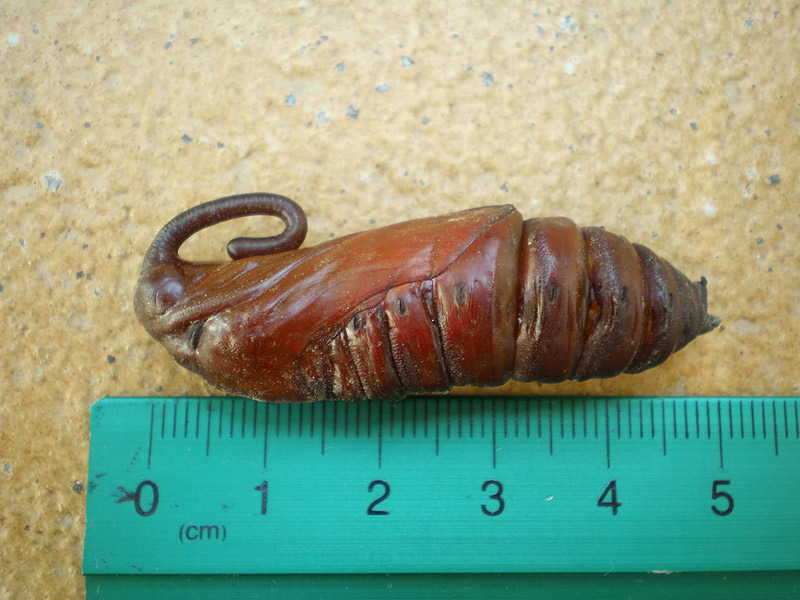
Kukla lišaje svlačcového s nápadnou pochvou sosáku